# 15703 Yrjölä
15703 Yrjölä eller 1987 SU1 är en asteroid i huvudbältet som upptäcktes den 21 september 1987 av LONEOS vid Anderson Mesa Station. Den är uppkallad efter amatörastronomen Ilkka Yrjölä.
Asteroiden har en diameter på ungefär 3 kilometer.